# Ronde van het Baskenland 2010
De Ronde van het Baskenland 2010 (Vuelta al País Vasco) werd verreden van 5 tot en met 10 april in Spanje, in de autonome deelstaat Baskenland. Het was de vijftigste editie van deze etappekoers en maakt deel uit van de UCI ProTour 2010. De winnaar van de twee voorgaande edities, Alberto Contador, besloot om niet deel te nemen.

## Deelnemende teams
| 18 UCI ProTour-ploegen | 18 UCI ProTour-ploegen | 18 UCI ProTour-ploegen | 2 wildcards       |
| ---------------------- | ---------------------- | ---------------------- | ----------------- |
| AG2R-La Mondiale       | Garmin-Transitions     | Team HTC-Columbia      | Andalucía-CajaSur |
| Astana                 | Lampre-Farnese Vini    | Team Katjoesja         | Xacobeo-Galicia   |
| Caisse d'Epargne       | Liquigas-Doimo         | Team Milram            |                   |
| Euskaltel-Euskadi      | Omega Pharma-Lotto     | Team RadioShack        |                   |
| Footon-Servetto-Fuji   | Quick Step             | Team Saxo Bank         |                   |
| Française des Jeux     | Rabobank               | Team Sky               |                   |

## Etappe overzicht
| etappe | datum    | start    | eindstreep | afstand   | winnaar            | land             |
| ------ | -------- | -------- | ---------- | --------- | ------------------ | ---------------- |
| 1e     | 5 april  | Zierbena | Zierbena   | 152 km    | Alejandro Valverde | Spanje           |
| 2e     | 6 april  | Zierbena | Viana      | 209 km    | Alejandro Valverde | Spanje           |
| 3e     | 7 april  | Viana    | Amurrio    | 187 km    | Francesco Gavazzi  | Italië           |
| 4e     | 8 april  | Zuia     | Eibar      | 160 km    | Samuel Sánchez     | Spanje           |
| 5e     | 9 april  | Eibar    | Orio       | 170 km    | Joaquim Rodríguez  | Spanje           |
| 6e     | 10 april | Orio     | Orio       | 22 km (t) | Chris Horner       | Verenigde Staten |

## Algemeen eindklassement
| Eindklassement | Eindklassement         | Eindklassement   | Eindklassement          | Eindklassement |
| rang           | renner                 | land             | ploeg                   | tijd           |
| -------------- | ---------------------- | ---------------- | ----------------------- | -------------- |
| 1              | Chris Horner           | Verenigde Staten | Team RadioShack         | 23u27'30"      |
| 2              | Alejandro Valverde*    | Spanje           | Caisse d'Epargne        | + 0'07"        |
| 3              | Beñat Intxausti        | Spanje           | Euskaltel-Euskadi       | + 0'58"        |
| 4              | Joaquim Rodríguez      | Spanje           | Katjoesja               | + 1'06"        |
| 5              | Jean-Christophe Péraud | Frankrijk        | Omega Pharma-Lotto      | + 1'10"        |
| 6              | Marco Pinotti          | Italië           | Team HTC-Columbia       | + 1'18"        |
| 7              | Sandy Casar            | Frankrijk        | Française des Jeux      | + 1'47"        |
| 8              | Samuel Sánchez         | Spanje           | Euskaltel-Euskadi       | + 1'58"        |
| 9              | Robert Gesink          | Nederland        | Rabobank                | + 1'59"        |
| 10             | Dries Devenyns         | België           | Quick Step              | + 2'27"        |
| 11             | Jurgen Van den Broeck  | België           | Omega Pharma-Lotto      | + 2'37"        |
| 12             | Ryder Hesjedal         | Canada           | Team Garmin-Transitions | + 2'41"        |
| 13             | Haimar Zubeldia        | Spanje           | Team RadioShack         | + 2'43"        |
| 14             | Andy Schleck           | Luxemburg        | Team Saxo Bank          | + 2'58"        |
| 15             | Daniel Martin          | Ierland          | Team Garmin-Transitions | + 3'30"        |
| 16             | Maxime Monfort         | België           | Team HTC-Columbia       | + 4'13"        |
| 17             | Valerio Agnoli         | Italië           | Liquigas-Doimo          | + 5'09"        |
| 18             | Iván Velasco           | Spanje           | Euskaltel-Euskadi       | + 6'35"        |
| 19             | Andreas Klöden         | Duitsland        | Team RadioShack         | + 6'44"        |
| 20             | Peter Velits           | Slowakije        | Team HTC-Columbia       | + 6'54"        |
| 27             | Kevin Seeldraeyers     | België           | Quick Step              | + 13'03"       |
| 61             | Laurens ten Dam        | Nederland        | Rabobank                | + 29'49"       |
| 64             | Bram Tankink           | Nederland        | Rabobank                | + 30'59"       |
| 78             | Jurgen Van De Walle    | België           | Quick Step              | + 35'54"       |

* Alejandro Valverde werd op 31 mei 2010 voor 2 jaar geschorst door het TAS, met terugwerkende kracht tot 1 januari 2010. Hierdoor wordt hij uit het algemeen klassement, maar ook uit alle rituitslagen geschrapt.

## Andere klassementen
| Etappe | Puntenklassement   | Bergklassement  | Sprintklassement | Ploegenklassement |
| ------ | ------------------ | --------------- | ---------------- | ----------------- |
| 1      | Alejandro Valverde | Gonzalo Rabuñal | Christian Meier  | Team RadioShack   |
| 2      | Alejandro Valverde | Gonzalo Rabuñal | Christian Meier  | Team RadioShack   |
| 3      | Óscar Freire       | Gonzalo Rabuñal | Christian Meier  | Team RadioShack   |
| 4      | Alejandro Valverde | Amets Txurruka  | Christian Meier  | Team RadioShack   |
| 5      | Alejandro Valverde | Amets Txurruka  | Christian Meier  | Team RadioShack   |
| 6      | Alejandro Valverde | Gonzalo Rabuñal | Christian Meier  | Team HTC-Columbia |
| Totaal | Alejandro Valverde | Gonzalo Rabuñal | Christian Meier  | Team HTC-Columbia |

## 1e etappe
Na de 1e etappe besloot de wedstrijdleiding dat Óscar Freire tijdens de sprint te ver naar links uitweek en daardoor Alejandro Valverde in zijn sprint belemmerde. In eerste instantie werd de Spanjaard van Rabobank daarom in het algemeen klassement op de 24e plaats gezet en de overwinning van de eerste etappe ging naar Valverde, maar na protest van Rabobank werd Freire teruggezet naar de tweede plaats.
| Uitslag etappe | Uitslag etappe        | Uitslag etappe | Uitslag etappe |
| rang           | renner                | land           | tijd           |
| -------------- | --------------------- | -------------- | -------------- |
| 1              | Óscar Freire          | Spanje         | 3u57'57"       |
| 1              | Alejandro Valverde    | Spanje         | 3u57'57"       |
| 2              | Óscar Freire          | Spanje         | z.t.           |
| 3              | Christophe Le Mével   | Frankrijk      | z.t.           |
| 4              | Ryder Hesjedal        | Canada         | z.t.           |
| 5              | Aleksandr Kolobnev    | Rusland        | z.t.           |
| 6              | Jurgen Van den Broeck | België         | z.t.           |
| 7              | Rigoberto Urán        | Colombia       | z.t.           |
| 8              | Haimar Zubeldia       | Spanje         | z.t.           |
| 9              | Daniel Martin         | Ierland        | z.t.           |
| 10             | Beñat Intxausti       | Spanje         | z.t.           |

| Tussenstand algemeen klassement | Tussenstand algemeen klassement | Tussenstand algemeen klassement | Tussenstand algemeen klassement |
| rang                            | renner                          | land                            | tijd                            |
| ------------------------------- | ------------------------------- | ------------------------------- | ------------------------------- |
| 1                               | Alejandro Valverde              | Spanje                          | 3u57'57"                        |
| 2                               | Óscar Freire                    | Spanje                          | z.t.                            |
| 3                               | Christophe Le Mével             | Frankrijk                       | z.t.                            |
| 4                               | Ryder Hesjedal                  | Canada                          | z.t.                            |
| 5                               | Aleksandr Kolobnev              | Rusland                         | z.t.                            |
| 6                               | Jurgen Van den Broeck           | België                          | z.t.                            |
| 7                               | Rigoberto Urán                  | Colombia                        | z.t.                            |
| 8                               | Haimar Zubeldia                 | Spanje                          | z.t.                            |
| 9                               | Daniel Martin                   | Ierland                         | z.t.                            |
| 10                              | Beñat Intxausti                 | Spanje                          | z.t.                            |

## 2e etappe
| Uitslag etappe | Uitslag etappe     | Uitslag etappe | Uitslag etappe |
| rang           | renner             | land           | tijd           |
| -------------- | ------------------ | -------------- | -------------- |
| 1              | Alejandro Valverde | Spanje         | 5u53'40"       |
| 2              | Óscar Freire       | Spanje         | z.t.           |
| 3              | Francesco Gavazzi  | Italië         | +1"            |
| 4              | Michael Albasini   | Zwitserland    | +1"            |
| 5              | Samuel Sánchez     | Spanje         | +1"            |
| 6              | Ryder Hesjedal     | Canada         | +1"            |
| 7              | Kristjan Koren     | Slovenië       | +1"            |
| 8              | Aleksandr Kolobnev | Rusland        | +1"            |
| 9              | Damiano Cunego     | Italië         | +1"            |
| 10             | Paul Martens       | Duitsland      | +1"            |

| Tussenstand algemeen klassement | Tussenstand algemeen klassement | Tussenstand algemeen klassement | Tussenstand algemeen klassement |
| rang                            | renner                          | land                            | tijd                            |
| ------------------------------- | ------------------------------- | ------------------------------- | ------------------------------- |
| 1                               | Alejandro Valverde              | Spanje                          | 9u51'38"                        |
| 2                               | Óscar Freire                    | Spanje                          | z.t.                            |
| 3                               | Ryder Hesjedal                  | Canada                          | +1"                             |
| 4                               | Aleksandr Kolobnev              | Rusland                         | +1"                             |
| 5                               | Rigoberto Urán                  | Colombia                        | +1"                             |
| 6                               | Daniel Martin                   | Ierland                         | +1"                             |
| 7                               | Haimar Zubeldia                 | Spanje                          | +1"                             |
| 8                               | Joaquim Rodríguez               | Spanje                          | +1"                             |
| 9                               | Damiano Cunego                  | Italië                          | +1"                             |
| 10                              | Jurgen Van den Broeck           | België                          | +1"                             |

## 3e etappe
| Uitslag etappe | Uitslag etappe      | Uitslag etappe | Uitslag etappe |
| rang           | renner              | land           | tijd           |
| -------------- | ------------------- | -------------- | -------------- |
| 1              | Francesco Gavazzi   | Italië         | 4u49'52"       |
| 2              | Óscar Freire        | Spanje         | z.t.           |
| 3              | Peter Velits        | Slowakije      | z.t.           |
| 4              | Aleksandr Botsjarov | Rusland        | z.t.           |
| 5              | Samuel Sánchez      | Spanje         | z.t.           |
| 6              | Davide Viganò       | Italië         | z.t.           |
| 7              | Christian Knees     | Duitsland      | z.t.           |
| 8              | Davide Malacarne    | Italië         | z.t.           |
| 9              | Paul Martens        | Duitsland      | z.t.           |
| 10             | Kristjan Koren      | Slovenië       | z.t.           |

| Tussenstand algemeen klassement | Tussenstand algemeen klassement | Tussenstand algemeen klassement | Tussenstand algemeen klassement |
| rang                            | renner                          | land                            | tijd                            |
| ------------------------------- | ------------------------------- | ------------------------------- | ------------------------------- |
| 1                               | Óscar Freire                    | Spanje                          | 14u41'30"                       |
| 2                               | Alejandro Valverde              | Spanje                          | +2"                             |
| 3                               | Ryder Hesjedal                  | Canada                          | +3"                             |
| 4                               | Aleksandr Kolobnev              | Rusland                         | z.t.                            |
| 5                               | Haimar Zubeldia                 | Spanje                          | z.t.                            |
| 6                               | Marco Pinotti                   | Italië                          | z.t.                            |
| 7                               | Joaquim Rodríguez               | Spanje                          | z.t.                            |
| 8                               | Damiano Cunego                  | Italië                          | z.t.                            |
| 9                               | Dries Devenyns                  | België                          | z.t.                            |
| 10                              | Jurgen Van den Broeck           | België                          | z.t.                            |

## 4e etappe
Tijdens de 4e etappe stapte de Luxemburger Fränk Schleck uit de wedstrijd nadat hij door een renner van Française des Jeux in een sloot werd geduwd en gehecht moest worden aan het hoofd.
| Uitslag etappe | Uitslag etappe         | Uitslag etappe   | Uitslag etappe |
| rang           | renner                 | land             | tijd           |
| -------------- | ---------------------- | ---------------- | -------------- |
| 1              | Samuel Sánchez         | Spanje           | 4u05'16"       |
| 2              | Alejandro Valverde     | Spanje           | +2"            |
| 3              | Robert Gesink          | Nederland        | z.t.           |
| 4              | Chris Horner           | Verenigde Staten | z.t.           |
| 5              | Beñat Intxausti        | Spanje           | +33"           |
| 6              | Jean-Christophe Péraud | Frankrijk        | z.t.           |
| 7              | Damiano Cunego         | Italië           | +40"           |
| 8              | Andy Schleck           | Luxemburg        | z.t.           |
| 9              | Sandy Casar            | Frankrijk        | +49"           |
| 10             | Joaquim Rodríguez      | Spanje           | z.t.           |

| Tussenstand algemeen klassement | Tussenstand algemeen klassement | Tussenstand algemeen klassement | Tussenstand algemeen klassement |
| rang                            | renner                          | land                            | tijd                            |
| ------------------------------- | ------------------------------- | ------------------------------- | ------------------------------- |
| 1                               | Alejandro Valverde              | Spanje                          | 18u46'50"                       |
| 2                               | Chris Horner                    | Verenigde Staten                | +1"                             |
| 3                               | Robert Gesink                   | Nederland                       | z.t.                            |
| 4                               | Jean-Christophe Péraud          | Frankrijk                       | +32"                            |
| 5                               | Beñat Intxausti                 | Spanje                          | z.t.                            |
| 6                               | Damiano Cunego                  | Italië                          | +39"                            |
| 7                               | Andy Schleck                    | Luxemburg                       | z.t.                            |
| 8                               | Marco Pinotti                   | Italië                          | +48"                            |
| 9                               | Joaquim Rodríguez               | Spanje                          | z.t.                            |
| 10                              | Sandy Casar                     | Frankrijk                       | z.t.                            |

## 5e etappe
| Uitslag etappe | Uitslag etappe         | Uitslag etappe   | Uitslag etappe |
| rang           | renner                 | land             | tijd           |
| -------------- | ---------------------- | ---------------- | -------------- |
| 1              | Joaquim Rodríguez      | Spanje           | 4u07'52"       |
| 2              | Samuel Sánchez         | Spanje           | +14"           |
| 3              | Alejandro Valverde     | Spanje           | z.t.           |
| 4              | Chris Horner           | Verenigde Staten | z.t.           |
| 5              | Sandy Casar            | Frankrijk        | +20"           |
| 6              | Francesco Gavazzi      | Italië           | z.t.           |
| 7              | Ryder Hesjedal         | Canada           | z.t.           |
| 8              | Dries Devenyns         | België           | z.t.           |
| 9              | Jurgen Van den Broeck  | België           | z.t.           |
| 10             | Jean-Christophe Péraud | Frankrijk        | z.t.           |

| Tussenstand algemeen klassement | Tussenstand algemeen klassement | Tussenstand algemeen klassement | Tussenstand algemeen klassement |
| rang                            | renner                          | land                            | tijd                            |
| ------------------------------- | ------------------------------- | ------------------------------- | ------------------------------- |
| 1                               | Alejandro Valverde              | Spanje                          | 22u54'56"                       |
| 2                               | Chris Horner                    | Verenigde Staten                | +1"                             |
| 3                               | Joaquim Rodríguez               | Spanje                          | +34"                            |
| 4                               | Jean-Christophe Péraud          | Frankrijk                       | +38"                            |
| 5                               | Beñat Intxausti                 | Spanje                          | z.t.                            |
| 6                               | Andy Schleck                    | Luxemburg                       | +45"                            |
| 7                               | Marco Pinotti                   | Italië                          | +54"                            |
| 8                               | Robert Gesink                   | Nederland                       | z.t.                            |
| 9                               | Sandy Casar                     | Frankrijk                       | z.t.                            |
| 10                              | Dries Devenyns                  | België                          | +1'16"                          |

## 6e etappe
| Uitslag etappe | Uitslag etappe         | Uitslag etappe   | Uitslag etappe |
| rang           | renner                 | land             | tijd           |
| -------------- | ---------------------- | ---------------- | -------------- |
| 1              | Chris Horner           | Verenigde Staten | 32'33"         |
| 2              | Alejandro Valverde     | Spanje           | +8"            |
| 3              | Maxime Monfort         | België           | +13"           |
| 4              | Michael Rogers         | Australië        | +18"           |
| 5              | Beñat Intxausti        | Spanje           | +21"           |
| 6              | Samuel Sánchez         | Spanje           | +23"           |
| 7              | Marco Pinotti          | Italië           | +25"           |
| 8              | Joaquim Rodríguez      | Spanje           | +33"           |
| 9              | Jean-Christophe Péraud | Frankrijk        | z.t.           |
| 10             | Andreas Klöden         | Duitsland        | +34"           |

Mannen:
1924 · 1925 · 1926 · 1927 · 1928 · 1929 · 1930 · 1931–1934 · 1935 · 1936–1968 · 1969 · 1970 · 1971 · 1972 · 1973 · 1974 · 1975 · 1976 · 1977 · 1978 · 1979 · 1980 · 1981 · 1982 · 1983 · 1984 · 1985 · 1986 · 1987 · 1988 · 1989 · 1990 · 1991 · 1992 · 1993 · 1994 · 1995 · 1996 · 1997 · 1998 · 1999 · 2000 · 2001 · 2002 · 2003 · 2004 · 2005 · 2006 · 2007 · 2008 · 2009 · 2010 · 2011 · 2012 · 2013 · 2014 · 2015 · 2016 · 2017 · 2018 · 2019 · 2020 · 2021 · 2022 · 2023 · 2024 · 2025
Vrouwen: 
2022 · 2023 · 2024 · 2025
 Tour Down Under · 
 Ronde van Catalonië · 
 Gent-Wevelgem · 
 Ronde van Vlaanderen · 
 Ronde van het Baskenland · 
 Amstel Gold Race · 
 Ronde van Romandië · 
 Dauphiné · 
 Ronde van Zwitserland · 
 Clásica San Sebastián · 
 Ronde van Polen · 
 Vattenfall Cyclassics · 
 GP Ouest France-Plouay · 
  Eneco Tour · 
 Grote Prijs van Quebec · 
 Grote Prijs van Montreal